# Autostrada A13 (Franța)
În Franța, autostrada A13, numită și autostrada Normandiei sau autostrada de Vest, leagă Parisul de Caen, trecând la sud de Rouen, la aproximativ 15 km de centrul orașului. Are o lungime de 225 km și este, din punct de vedere istoric, prima autostradă franceză. Porțiunea dintre autostrada A29 și Caen face parte din ruta Estuarelor.

## Prezentare
Între Paris și Orgeval, gestionarul autostrăzii A13 este statul francez, reprezentat de direcția regională și interdepartamentală a Echipamentului și Amenajării (DRIEA-IF). Utilizarea acestei porțiuni este gratuită de la Paris până la Mantes-la-Jolie (ieșirea 13). După acest punct, autostrada devine cu taxă, fiind administrată de societatea autostrăzilor Paris-Normandie (SAPN). Cu toate acestea, trei alte secțiuni sunt gratuite: de la Chaufour-lès-Bonnières (ieșirea 15) la Gaillon (ieșirea 17), de la Criquebeuf-sur-Seine (ieșirea 20) la Maison Brûlée (ieșirea 24) și de la Pont-l'Évêque la La Haie Tondue (ieșirea 29) (comuna Drubec).
Din vestul regiunii Île-de-France (Mantes-la-Jolie), autostrada traversează Normandia și deservește cele două capitale regionale pe malul stâng al Senei.
În anii 2000, s-a avut în vedere prelungirea autostrăzii până la Cherbourg, nu prin construirea unei noi infrastructuri, ci prin aducerea drumului național N13 la standarde de autostradă (ocolirea orașului Bayeux respectă deja aceste standarde), însă acest proiect pare să fi fost abandonat în prezent.

## Istoric
Primele autostrăzi din Europa au fost construite în Italia, pe tronsonul Milano ↔ Como. Germania a demarat apoi un program ambițios după accederea lui Adolf Hitler la putere. Franța a realizat primele sale studii în 1927 pentru a crea autostrada de Vest, care trebuia să lege capitala de Normandia. Le Havre și Cherbourg erau escale importante pentru pacheboturile de lux, într-o perioadă în care existau foarte puține avioane comerciale. Întârziat din cauza valorii istorice a parcului Saint-Cloud, proiectul a fost declarat de utilitate publică la 4 mai 1935. Acesta a fost însoțit de reconstrucția podului Saint-Cloud. Lucrările s-au oprit în 1941, iar partea de nord, după Vaucresson spre Orgeval, a fost deschisă publicului.
Tunelul de la Saint-Cloud a fost folosit de germani ca depozit pentru aproape zece tone de explozibili, destinați să distrugă Parisul.
Întregul tronson a fost deschis oficial circulației pe 9 iunie 1946, cu ocazia primei competiții auto și motocicliste de după război. Acesta este, de altfel, singurul exemplu de competiție organizată pe o autostradă. Autostrada era complet gratuită, fiind finanțată integral din fonduri de stat. La nivelul intersecției de la Rocquencourt, ieșirea către Trappes se făcea pe o rampă din stânga, ceea ce era o curiozitate, având în vedere circulația pe partea dreaptă. Autostrada a fost menționată cu o stea în ghidul verde Michelin „Împrejurimile Parisului” până în anii 1960, datorită caracterului său de modernitate absolută și noutate.
Autostrăzile franceze au fost denumite ulterior în funcție de drumurile naționale pe care le urmează, de aici provenind denumirea A13 datorită apropierii de drumul național 13.
Decretul din 12 iunie 1967 declară de utilitate publică construcția autostrăzii între Rouen (Les Essarts) și Caen.
Fațada originală a tunelului Saint-Cloud (sensul actual Paris → provincie) a fost complet refăcută în timpul excavării celui de-al doilea tub (sensul actual provincie → Paris). Tunelul original, cu dublu sens de circulație, era echipat cu un sistem de semafoare orizontale pentru gestionarea sensurilor de circulație. În apropierea intrării primului tunel se afla primul post de prim ajutor rutier din Franța.
Până în 1974, autostrada A13 se termina la podul Saint-Cloud. De atunci, aceasta a fost conectată la perifericul parizian prin viaductul Saint-Cloud, care traversează Sena, și printr-un tunel sub partea de nord a Boulogne-Billancourt, care a redus dimensiunea grădinii castelului Rothschild.
În cadrul finalizării autostrăzii A86, a cărei primă secțiune între Rueil-Malmaison și Vaucresson a fost pusă în funcțiune în iunie 2009 (tunelul Duplex A86), a fost adăugată o a patra bandă în ambele sensuri și au fost instalate bariere acustice între nodul rutier A13/A86 și intersecția de la Rocquencourt. Nodurile rutiere dintre A13 și A12, pe de o parte, și dintre A13 și RN 186, pe de altă parte, vor fi reamenajate pentru a fluidiza traficul. A patra bandă pe sensul Paris – provincie permite accesul facil la intersecția de la Rocquencourt și a fost inaugurată în ianuarie 2011. A patra bandă pe sensul provincie – Paris a fost inaugurată în iulie 2011. Diferența de șase luni s-a datorat necesității de a instala „o balustradă mobilă de atribuire pe această a patra bandă”, care este o bandă destinată tunelului Duplex A86.
La 3 septembrie 2019, cel de-al treilea tablier al viaductului Guerville a fost pus în funcțiune pe sensul provincie - Paris, după trei ani de construcție (2016-2019), pentru a permite renovarea celor două tabliere existente (sensul Paris - provincie) care datează din anii 1960, fără a întrerupe traficul.

## Principalele lucrări
- Viaductul de la Saint-Cloud: A fost construit din beton precomprimat, pe partea Boulogne-Billancourt, în locul grădinilor castelului Rothschild. Există culee care așteaptă un eventual dublaj al viaductului.
- Tunelul de la Saint-Cloud: După cum s-a menționat mai sus, tunelul a servit drept depozit de muniții pentru armata germană, în special pentru torpilele Kriegsmarine. La mijlocul vechiului tunel (direcția provincie), un orificiu de aerisire, situat în bolta tunelului, evacuează gazele de eșapament în parcul Saint-Cloud[n 2]. Intrarea în tunel (direcția provincie) a fost amenajată conform desenelor artistului suedez Bengt Olson.
- Viaductul de la Guerville
- Viaductul de la Oissel

## Opere de artă
- Sur la trace des Vikings de Georges Saulterre (1990), situată în apropierea Criquebeuf-sur-Seine[10].
- Guillaume Le Conquérant au galop de Jean-Marc de Pas (2022), pe zona de odihnă Bosgouet Sud[11].
- În direcția provinciei, după ieșirea 05, o piramidă de mici dimensiuni amintește de decesul combatanților din Al Doilea Război Mondial. Acest monument, greu de observat și cu acces periculos, este situat între parapetul de siguranță și gard, fiind cruțat de lucrările de racordare a A86. Este decorat cu flori la aniversarea luptelor.
- În 2003 și 2004, mai multe statui reprezentând personaje sub forma unor borne au fost instalate de-a lungul mai multor kilometri.

## Traseu
| De la Boulevard Périphérique din Paris la A14 (secțiune gratuită neconcesionată, gestionată de Direcția Interdepartamentală a Drumurilor Île-de-France (DIR Île-de-France) | |                           |
| Intersecție | Nod rutier între Bulevardul periferic din Paris și A13: spre A1 (Lille), A14 și A15, Aeroportul Internațional Paris–Charles de Gaulle, Paris-Porte de Passy și spre A4 (Metz, Nancy) și A6 (Lyon), Aeroportul Paris–Orly, Paris-centru, Paris-Porte de Saint-Cloud E5 | A1 A14 A15 A4 A6 E5       |
| A13 E5 | |                           |
| 1 - Porte d'Auteuil | Oraș deservit: Paris-Porte d'Auteuil (nod rutier parțial). |                           |
| | Trecerea din Paris în departamentul Hauts-de-Seine |                           |
| | Tunelul Ambroise Paré. |                           |
| 2 - Bois de Boulogne | Zonă deservită: Bois de Boulogne (nod rutier parțial). | RD1                       |
| | Viaductul Saint-Cloud. |                           |
| 3 - Boulogne-Billancourt | Orașe deservite: Suresnes, Boulogne-Billancourt, Sèvres (nod rutier parțial). |                           |
| | Tunelul Saint-Cloud. |                           |
| 4 - Saint-Cloud | Orașe deservite: Saint-Cloud, Ville-d'Avray (nod rutier parțial). |                           |
| 5 - Vaucresson | Orașe deservite: Versailles-centru, Versailles-Montreuil, La Celle-Saint-Cloud, Vaucresson, Garches. |                           |
| Intersecție | Nod rutier între A86 și A13: spre A14 (La Défense) și A15 (Cergy-Pontoise), Nanterre. | A86 A14 A15               |
| Punct de taxare | Punctul de taxare. |                           |
| | Trecerea din departamentul Hauts-de-Seine în departamentul Yvelines |                           |
| 6 - Le Chesnay | Orașe deservite: Saint-Germain-en-Laye, Versailles-centru, Le Chesnay-Rocquencourt, Versailles-Notre-Dame, Marly-le-Roi. | RN186                     |
| Intersecție | Nod rutier între A12 și A13 (Triunghiul de autostrăzi Rocquencourt): spre A6 (Lyon), Évry, Rambouillet, Dreux, Saint-Quentin-en-Yvelines, Versailles-Satory, Bois-d'Arcy.                                                                                             | A12 A6                    |
| 7 - Orgeval | Orașe deservite: A14 (Nanterre), Poissy, Villennes-sur-Seine, Orgeval, Chambourcy (nod rutier parțial). | RD113 A14                 |
| Intersecție | Nod rutier între A14 și A13: spre Paris-Porte Maillot, La Défense, Nanterre, Saint-Germain-en-Laye. | A14                       |
| 7 - Orgeval | Orașe deservite: La Défense, Nanterre, Saint-Germain-en-Laye, Poissy, Villennes-sur-Seine, Orgeval (nod rutier parțial). | RD113                     |
| De la A14 până la ieșirea 13 (secțiune gratuită concesionată către SAPN)                                                                                                   | |                           |
| | Zona de servicii Morainvilliers (în ambele sensuri). |                           |
| 8 - Les Mureaux | Orașe deservite: Les Mureaux, Meulan-en-Yvelines, Ecquevilly, Bouafle. | RD43                      |
| 9 - Flins | Orașe deservite: Flins-sur-Seine, Aubergenville, Zona Industrială des Mureaux. | RD14                      |
| | Zona de odihnă Épône (în ambele sensuri). |                           |
| 10 - Épône | Orașe deservite: Rambouillet, Épône, Mézières-sur-Seine, Gargenville. | RD130                     |
| | Pod peste RD113 și liniile de cale ferată SNCF. |                           |
| | Limitare la 110 km/h (sens Cherbourg-Paris). |                           |
| 11 - Mantes est | Orașe deservite: Mantes-la-Jolie-centru, Mantes-la-Ville, Mantes-la-Ville-centru, Limay, Guerville, Zona Industrială Limay - Porcheville. | RD113                     |
| | Tunelul Mantes-la-Ville. |                           |
| 12 - Mantes sud | Orașe deservite: Dreux, Mantes-la-Jolie, Mantes-la-Ville-Les Brouets, Magnanville. | RD928                     |
| 13 - Mantes ouest | Orașe deservite: Évreux, Vernon, Mantes-la-Jolie-Les Garennes, Rosny-sur-Seine, Buchelay (nod rutier parțial). | RD110                     |
| De la ieșirea 13 până la ieșirea 15 (secțiune cu taxă în sistem deschis, concesionată către SAPN)                                                                          | |                           |
| Punct de taxare | Punctul de taxare Buchelay. |                           |
| | Zona de servicii Rosny-sur-Seine (în ambele sensuri). |                           |
| 14 - Bonnières | A13a Orașe deservite: Vernon, Bonnières-sur-Seine (nod rutier parțial). | A13a                      |
| | Zona de odihnă La Villeneuve-en-Chevrie (în ambele sensuri). |                           |
| 15 - Chaufour | Orașe deservite: Évreux, Pacy-sur-Eure, Chaufour-lès-Bonnières. | RN13 RD113                |
| De la ieșirea 15 până la ieșirea 17 (secțiune gratuită concesionată către SAPN)                                                                                            | |                           |
| | Trecerea din departamentul Yvelines în departamentul Eure. Trecerea din regiunea Île-de-France în regiunea Normandia. |                           |
| | Zona de odihnă Douains (în ambele sensuri). |                           |
| 16 - Vernon | Orașe deservite: Vernon, Pacy-sur-Eure. | RD57 RD181                |
| | Zona de odihnă Beauchêne sud (sens Cherbourg-Paris). |                           |
| | Zona de odihnă Beauchêne nord (sens Paris-Cherbourg). |                           |
| 17 - Gaillon | Orașe deservite: Gaillon, Les Andelys. |                           |
| De la ieșirea 17 până la ieșirea 20 (secțiune cu taxă în sistem deschis, concesionată către SAPN)                                                                          | |                           |
| Punct de taxare | Punctul de taxare Heudebouville. |                           |
| 18 - Heudebouville | Oraș deservit: Louviers-La Roquette. |                           |
| | Zona de servicii Vironvay (în ambele sensuri). |                           |
| 19 - Val-de-Reuil | Orașe deservite: A154 Évreux, Louviers, Val-de-Reuil (nod rutier parțial). | RD6154 A154               |
| Intersecție | Nod rutier între A154 și A13 (Nodul rutier Louviers): Orléans, Évreux, Val-de-Reuil, Louviers (nod rutier parțial). | A154                      |
| | Zona de odihnă Bord (în ambele sensuri). |                           |
| | Limitare la 130 km/h (sens Paris-Cherbourg). |                           |
| 20 - Criquebeuf | Orașe deservite: Vernon, Val-de-Reuil, Elbeuf-est, Pont-de-l'Arche, Criquebeuf-sur-Seine. |                           |
| De la ieșirea 20 până la ieșirea 24 (secțiune gratuită concesionată către SAPN)                                                                                            | |                           |
| | Podul peste Sena. |                           |
| | Trecerea din departamentul Eure în departamentul Seine-Maritime |                           |
| 21 - Tourville-la-Rivière | Orașe deservite: Elbeuf-centru, Oissel, Aeroportul Rouen, Cléon, Tourville-la-Rivière. | M7 M144                   |
| | Podul peste Sena. |                           |
| 22 - Oissel | Orașe deservite: A28 Calais, A29 Amiens, Reims, Sotteville-lès-Rouen, Saint-Étienne-du-Rouvray, Oissel. | M13 M18E E46 E402 A28 A29 |
| A13 E5 E46 E402 | |                           |
| Intersecție | Nod rutier între A139 și A13: Rouen (nod rutier parțial). | A139                      |
| 23 - Grand-Couronne | Orașe deservite: Rouen-centru, Elbeuf, Rouen-vest, Grand-Couronne, Zona Portuară (nod rutier parțial). | RN138                     |
| 24 - La Maison Brûlée | Orașe deservite: Alençon, Caen, Pont-Audemer, Grand-Couronne, Bourgtheroulde-Infreville (nod rutier parțial). | M438                      |
| De la ieșirea 24 la A132 (secțiune cu taxă în sistem deschis, concesionată către SAPN)                                                                                     | |                           |
| | Trecerea din departamentul Seine-Maritime în departamentul Eure |                           |
| | Zona de servicii Bosgouet (în ambele sensuri). |                           |
| Intersecție | Nod rutier între A28 și A13: Bordeaux, Le Mans, Alençon, Lisieux. | A28                       |
| A13 E5 E46 | |                           |
| 25 - Bourg-Achard | Orașe deservite: Fécamp, Yvetot, Bourgtheroulde-Infreville, Podul Brotonne, Bourg-Achard. | RD313 RD313e              |
| | Zona de odihnă Rougemontiers (sens Paris-Cherbourg). |                           |
| | Zona de odihnă Éturqueraye (sens Cherbourg-Paris). |                           |
| 26 - Bourneville | Orașe deservite: Pont-Audemer, Bourneville-Sainte-Croix. | RD89 RD179e               |
| Intersecție | Nod rutier între A131 și A13: Le Havre, Fécamp, Podul Tancarville (nod rutier parțial). | A131                      |
| A13 E46 | |                           |
| | Zona de odihnă Le Moulin (sens Cherbourg-Paris). |                           |
| | Zona de odihnă Josapha (sens Paris-Cherbourg). |                           |
| | Limitare la 130 km/h (sens Paris-Cherbourg). |                           |
| | Podul peste Risle. |                           |
| 27 - Toutainville | Oraș deservit: Pont-Audemer (nod rutier parțial). |                           |
| Punct de taxare | Punctul de taxare Beuzeville. |                           |
| 28 - Beuzeville | Orașe deservite: Podul Tancarville, Pont-Audemer, Beuzeville. | RD6175                    |
| | Zona de servicii Beuzeville (în ambele sensuri). |                           |
| Intersecție | Nod rutier între A29 și A13: Calais, Amiens, Le Havre, Honfleur, Podul Normandiei, Aeroportul Deauville - Normandia. | A29                       |
| | Trecerea din departamentul Eure în departamentul Calvados |                           |
| Intersecție | Nod rutier între A132 și A13 (Nodul rutier Pont-l'Évêque - Lisieux): Deauville, Trouville-sur-Mer. | A132                      |
| Pont-l'Évêque | Orașe deservite: Lisieux, Pont-l'Évêque. | RD162 RD579 RD675         |
| De la A132 până la ieșirea 29 (secțiune gratuită concesionată către SAPN)                                                                                                  | |                           |
| 29 - La Haie Tondue | Orașe deservite: Falaise, Saint-Pierre-sur-Dives, Villers-sur-Mer (nod rutier parțial). | RD16 RD675                |
| De la ieșirea 29 la RN814 - Centura de ocolire Caen (ecțiune cu taxă în sistem deschis, concesionată către SAPN)                                                           | |                           |
| | Zona de odihnă Beaumont-en-Auge (sens Cherbourg-Paris). |                           |
| | Zona de odihnă Annebault (sens Paris-Cherbourg). |                           |
| Punct de taxare | Punctul de taxare Dozulé. |                           |
| 30 - Dozulé | Orașe deservite: Houlgate, Cabourg, Dives-sur-Mer Dozulé. | RD400                     |
| 31 - Troarn | Orașe deservite: Troarn, Sannerville. | RD675                     |
| Intersecție | Nod rutier între A132 și A13: Lisieux, Caen, Banneville-la-Campagne, Frénouville. | A813                      |
| | Zona de servicii Giberville (în ambele sensuri). |                           |
| Intersecție | Nod rutier între RN814 (Centura de ocolire Caen) și A13: spre A84 (Rennes) și A88 (Alençon), Cherbourg-en-Cotentin, Mondeville, Zona Industrială Caen - Canal și spre Caen-centru, Hérouville-Saint-Clair, Car-ferry, C.H.U./C.H.R.                                   | RN814 A84 A88             |
| A13 E46 | |                           |

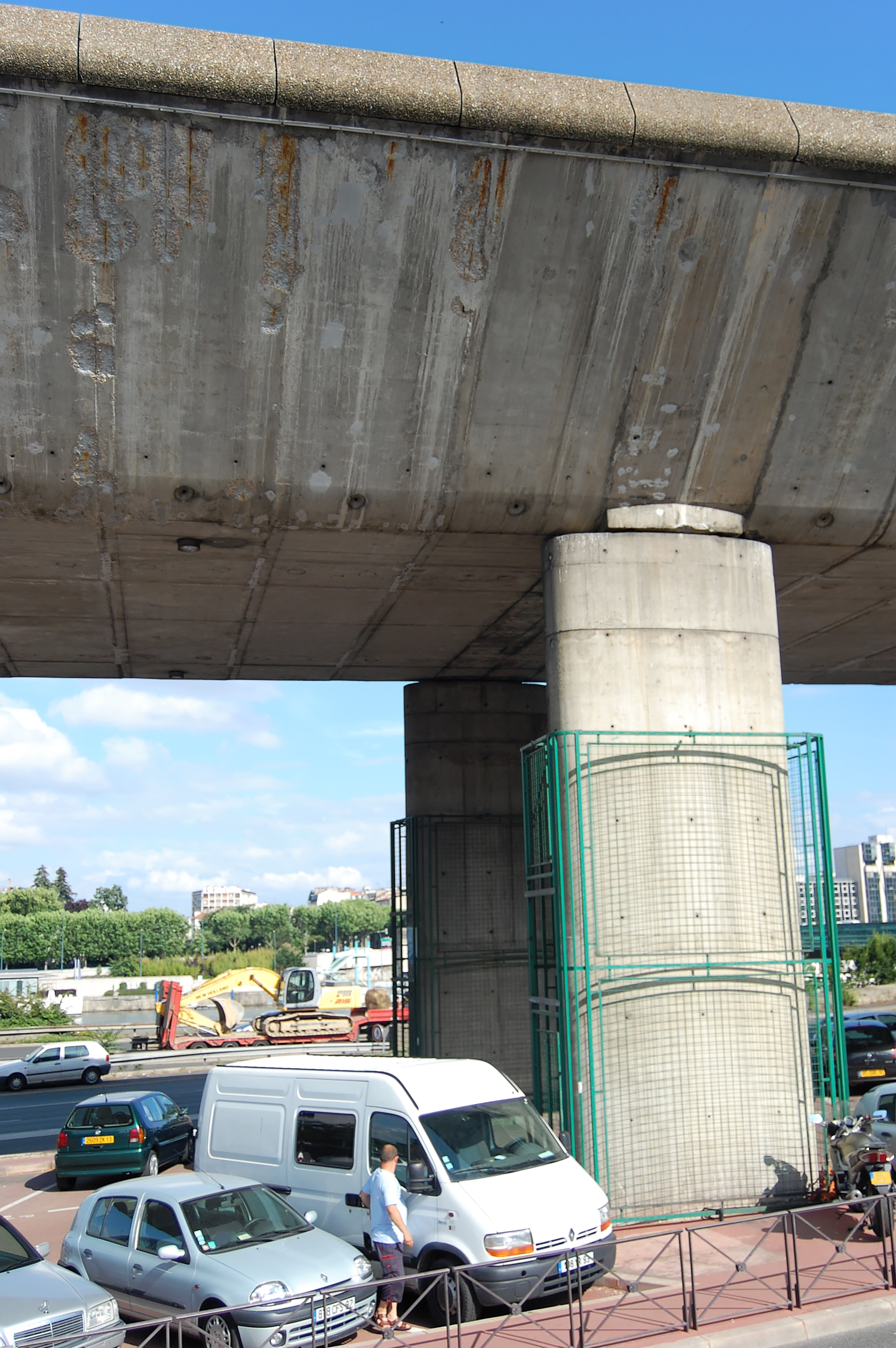
Viaductul de la Saint-Cloud
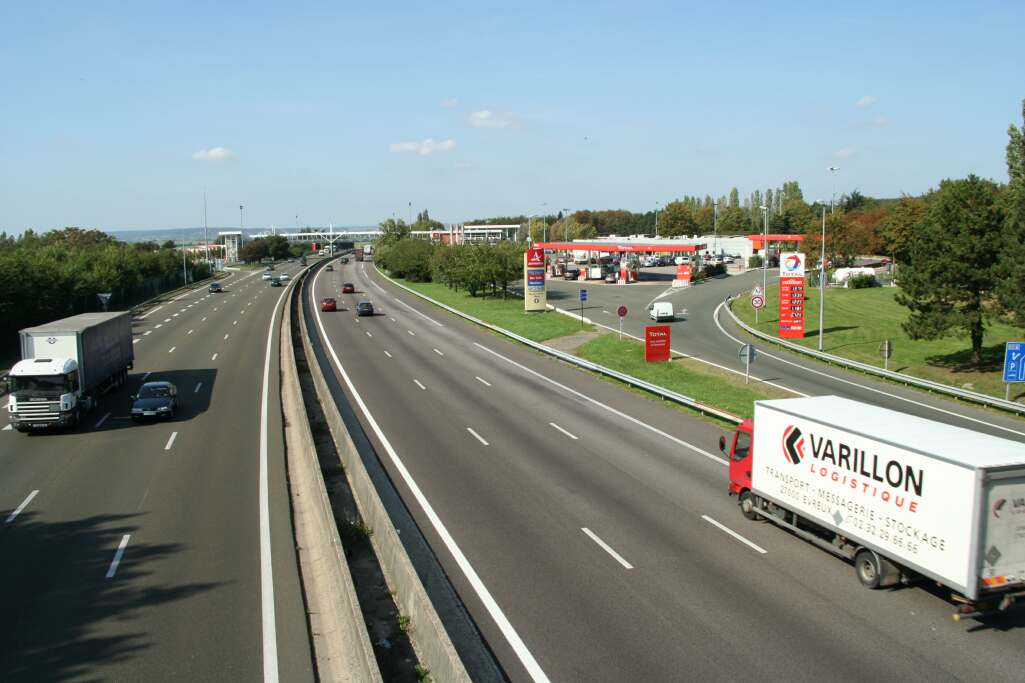
Zona de servicii Morainvilliers
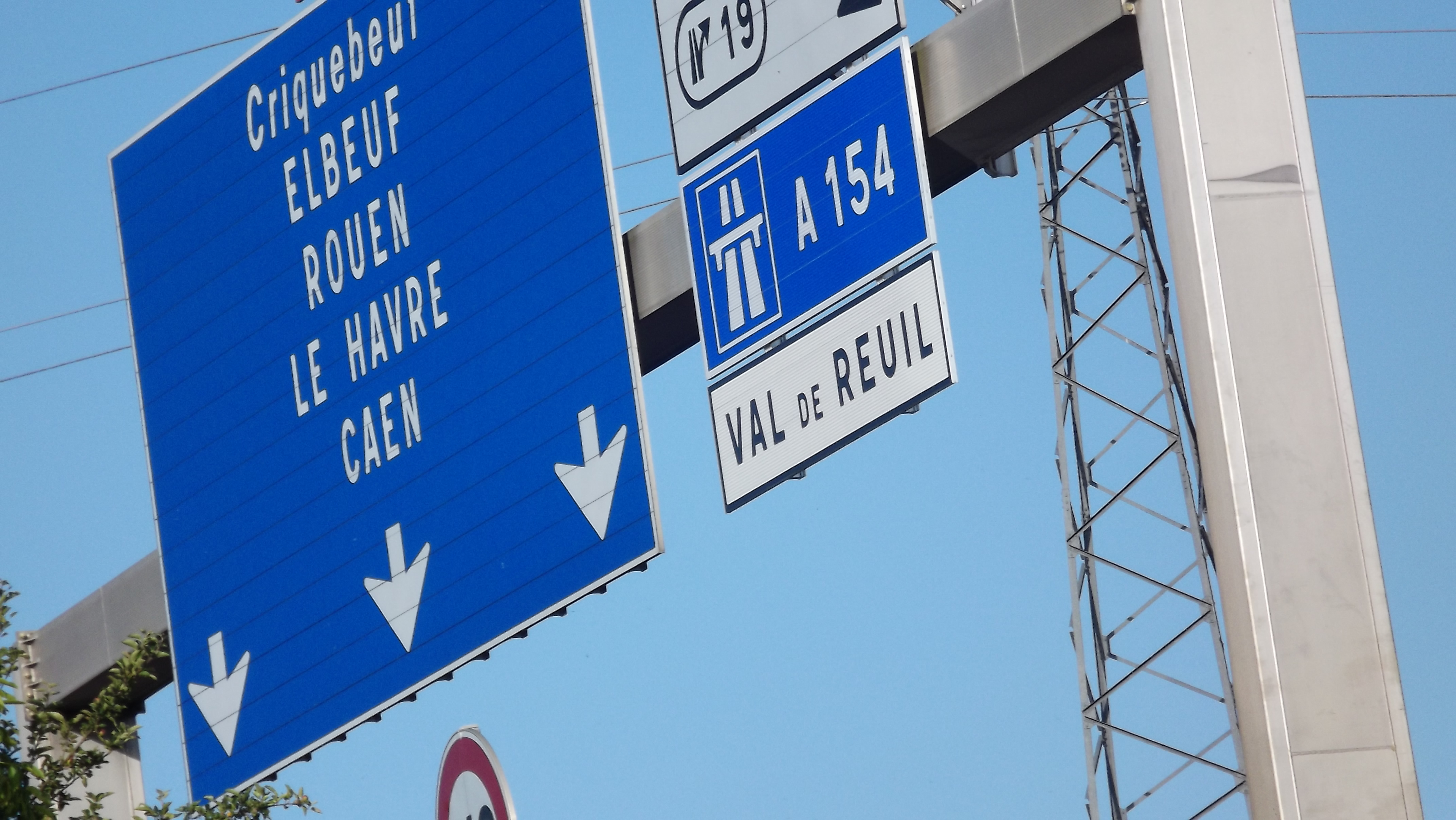
Ieșirea Val-de-Reuil
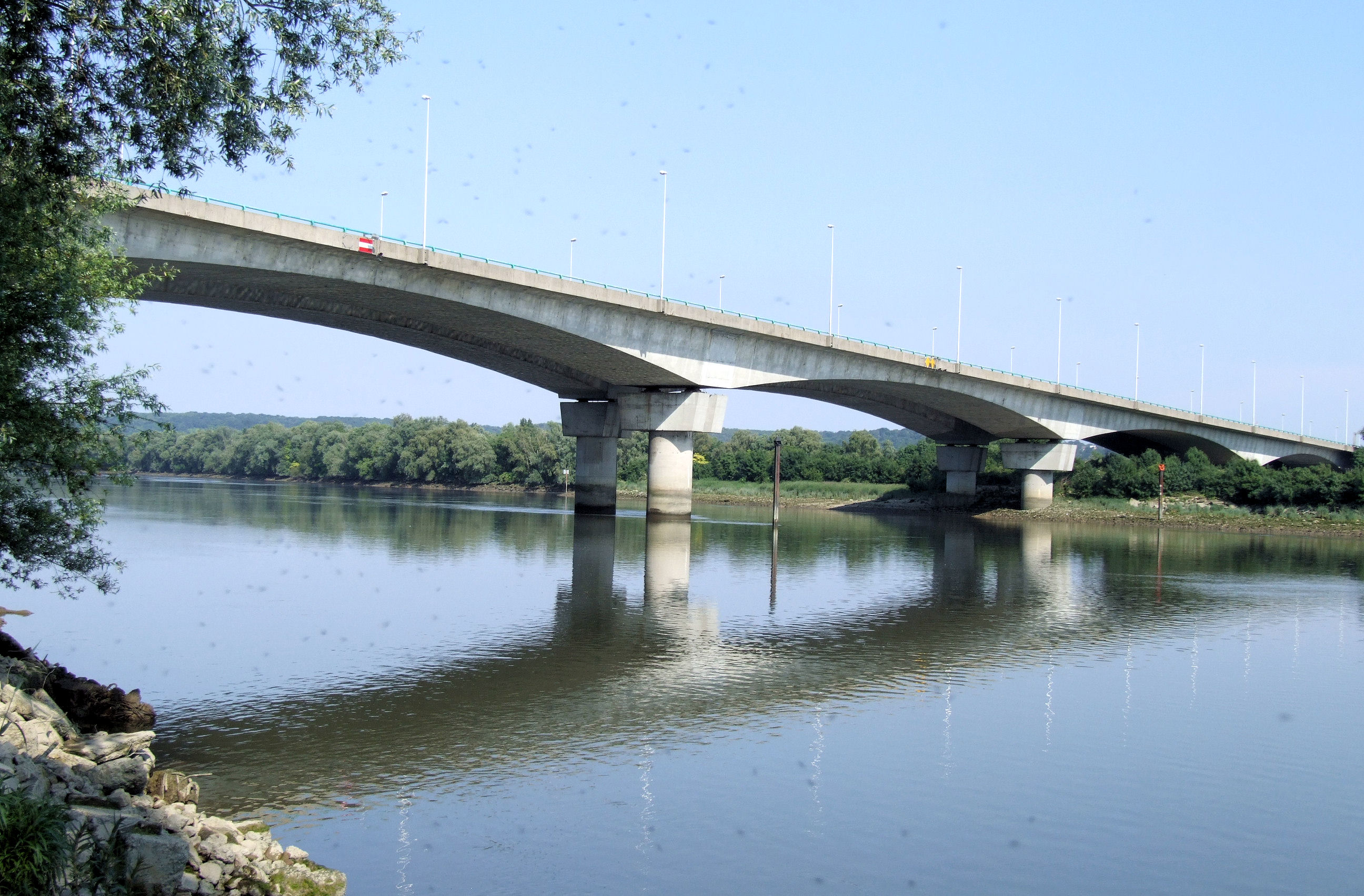
Viaductul d'Oissel, situat deasupra râului Sena
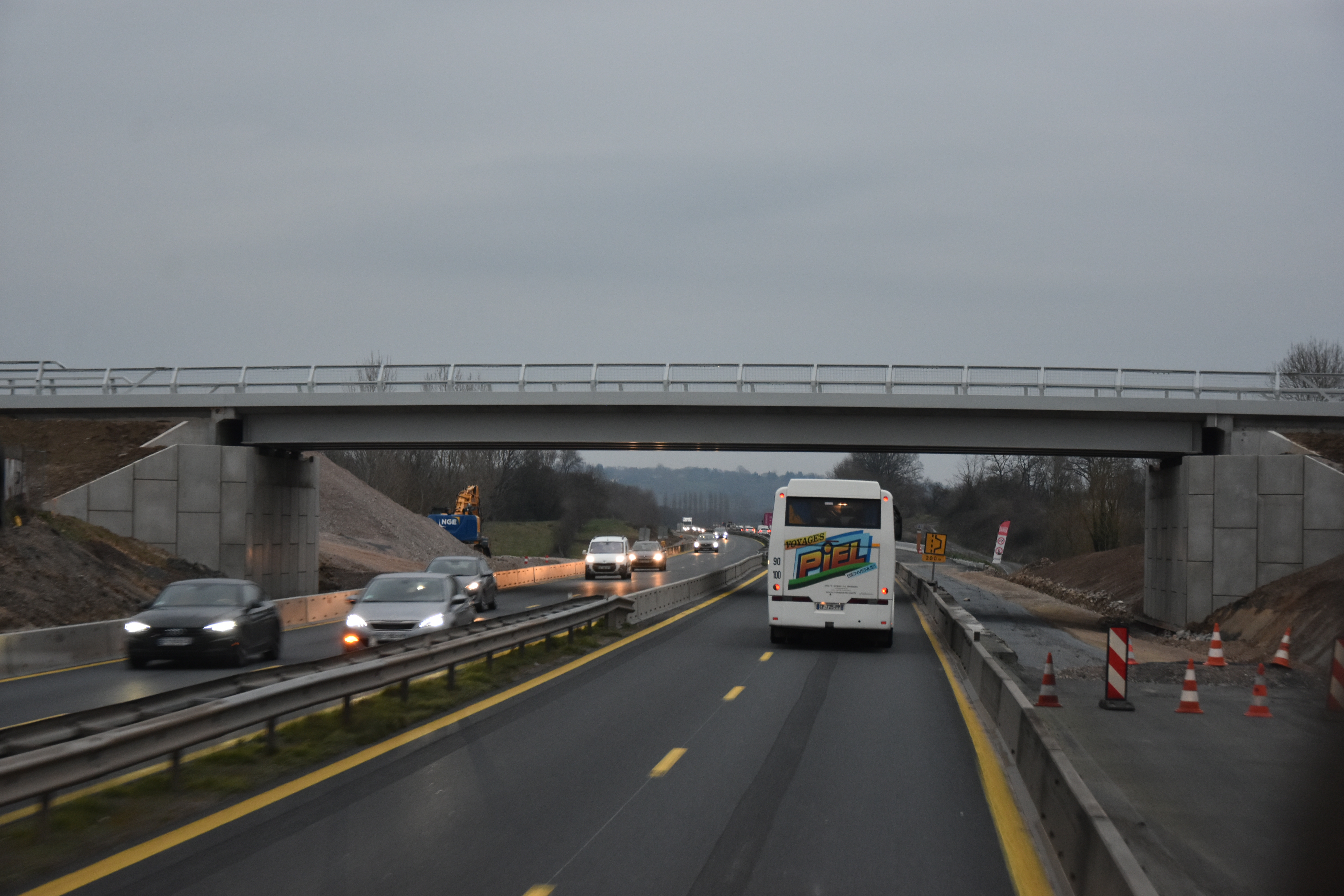
Lucrări de lărgire pe A13 între Dozulé și Pont-L'Evêque în februarie 2020.
- Gara de taxare Louviers

## Locuri sensibile
În zona pădurii Marly, se produc câteva încetiniri și blocaje la orele de vârf și în weekend. Blocaje frecvente sunt observate lângă nodul rutier dintre autostrăzile A12 și A13, în zona Triunghiul de autostrăzi Rocquencourt, lângă Garches și Saint-Cloud, și mai des la intrarea în Paris - Porte d'Auteuil, chiar înainte de intersecția cu bulevardul periferic al Parisului.
La ieșirea nr. 20 (Criquebeuf-sur-Seine), în direcția Paris, ieșirea este saturată dimineața și seara, cu un blocaj care se extinde pe autostradă.
În timpul plecărilor în vacanță și al weekendurilor prelungite, circulația este aglomerată în apropierea celor patru bariere de taxare. Blocaje apar, de asemenea, între Mantes-la-Jolie și Poissy, în traversarea aglomerației rouennaise între ieșirea nr. 20 (Criquebeuf-sur-Seine) și ieșirea nr. 22 (Oissel), în zona Nodul rutier Pont-l'Évêque - Lisieux (joncțiunea cu A132 spre Deauville) și la intrarea pe bulevardul periferic din Caen.